# Tart-le-Haut
Tart-le-Haut korábbi község (település) Franciaországban, Côte-d’Or megyében. 2019. január 1-jén Tart-l’Abbaye községgel egyesült és Tart új község része lett.
Lakosainak száma 1371 fő (2018. január 1.). Tart-le-Haut Varanges, Brazey-en-Plaine, Échigey, Longecourt-en-Plaine, Marliens, Tart-l'Abbaye és Tart-le-Bas községekkel határos.

## Népesség
A település népessége az elmúlt években az alábbi módon változott:
| Lakosok száma | 1398 | 1391 | 1413 | 1386 | 1371 |
|               | 2013 | 2015 | 2016 | 2017 | 2018 |